# Bracon tekkensis
Bracon tekkensis är en stekelart som beskrevs av Telenga 1936. Bracon tekkensis ingår i släktet Bracon och familjen bracksteklar. Inga underarter finns listade.